# Maldivian Air Taxi
Maldivian Air Taxi (kurz MAT) war eine maledivische Fluggesellschaft mit Sitz in Malé und Basis an den Wasserflugzeugterminals des Malé International Airport.

## Unternehmen
Maldivian Air Taxi wurde von dem Dänen Lars-Erik Nielsen gegründet. Die Idee kam ihm 1992 aufgrund einer Übelkeit bei einem mehrstündigen Inseltransfer per Boot. Die Gesellschaft begann mit dem Betrieb am 4. November 1993 mit zwei Flugzeugen vom Typ de Havilland Canada DHC-6 Twin Otter. Maldivian Air Taxi war der größte Betreiber von Twin-Otter-Wasserflugzeugen weltweit.
Die Fluggesellschaft begann ihren Betrieb mit 25 Mitarbeitern und beschäftigte zur Einstellung des Betriebes 350 Personen, darunter etwa 50 Piloten.
Die „Inselhüpfer“ bedienten vom Malé International Airport aus etwa 40 Inseln. An Bord der Maschinen hatten bis zu 18 Reisende Platz. Meist flogen jedoch nur 15 oder 16 Passagiere und etliches Gepäck mit. Wie auf den Malediven üblich ist neben dem Piloten und Kopiloten auch ein Flugbegleiter an Bord.
Im Jahr 2013 fusionierte Maldivian Air Taxi mit Trans Maldivian Airways. Die Flugzeuge und das Farbschema wurden dabei von TMA übernommen und MAT wurde vollständig in Trans Maldivian Airways integriert.

### Wartung
Maldivian Air Taxi leaste ihre Flugzeuge von Kenn Borek Air in Kanada. Dorthin kehrten die Maschinen im Zwei- bis Drei-Jahres-Rhythmus zur Wartung zurück. Die Reise nach Calgary dauerte fünf Tage und war mit zahlreichen Zwischenstopps verbunden. Die Gesellschaft war mit 400.000 beförderten Passagieren jährlich die größte Wasserflug-Luftfahrtgesellschaft.

## Flotte

### Flotte bei Betriebseinstellung
Bei Einstellung des Betriebs im Juli 2013 bestand die Flotte der Maldivian Air Taxi aus 41 Flugzeugen:
| Flugzeugtyp                   | Anzahl | bestellt | Anmerkungen     | Sitzplätze |
| ----------------------------- | ------ | -------- | --------------- | ---------- |
| de Havilland Canada DHC-6-100 | 01     |          | Wasserflugzeuge | 19         |
| de Havilland Canada DHC-6-200 | 01     |          | Wasserflugzeuge | 19         |
| de Havilland Canada DHC-6-300 | 39     |          | Wasserflugzeuge | 19         |
| de Havilland Canada DHC-6-400 |        | 2        | Wasserflugzeuge | 19         |
| Gesamt                        | 41     | 2        |                 |            |

### Zuvor eingesetzte Flugzeuge
Zuvor wurden auch folgende Flugzeugtypen eingesetzt:
- Bell 212
- Cessna 208 Caravan

## Zwischenfälle
(Angaben nach dem Civil Aviation Department der Malediven, Stand: Ende 2008)
- 25. August 1995: Unfall einer Cessna Caravan 208 (Luftfahrzeugkennzeichen 8Q-MAT) mit zehn Insassen bei Rasdhoo im Nord-Ari-Atoll; das Flugzeug stürzte beim Start im starken Scherwind wegen Problemen mit dem Ruder ab; kein Verletzter; Totalverlust der Maschine
- 3. Dezember 1999: Absturz eines Bell 212-Hubschraubers (8Q-MAY) mit zehn Insassen bei Rangali im Ari-Atoll; der Hubschrauber stürzte ins Meer; zehn Tote; Totalverlust der Maschine
- 2. August 2009: Unfall einer DHC-6 200 Twin Otter (8Q-MAG) mit sieben Insassen beim Landeversuch am Halaveli Resort Lagoon. Das Flugzeug überschlug sich beim Aufsetzen der Tragfläche; keine Toten; Totalschaden des Flugzeugs